# Henri Patizel
Henri Patizel est un homme politique français, né le 29 janvier 1871 à Charmontois-le-Roi (Marne) et décédé le 8 mars 1960 à Givry-en-Argonne (Marne)

## Biographie
Né à Charmontois-le-Roi dans une famille de paysans champenois, il devient lui-même cultivateur.
Il est également président de la chambre d'agriculture.

### Carrière politique
Il devient rapidement maire de Charmontois-le-Roi et conseiller général du Canton de Dommartin-sur-Yèvre.
Il est sénateur de la Marne de 1933 à 1941. Le 10 juillet 1940, il vote les pleins pouvoirs au maréchal Pétain, mais est relevé de son inéligibilité en 1945, ce qui lui permet de conserver le poste de maire de Givry-en-Argonne, qu'il occupe depuis 1929, et qu'il conserve jusqu'en 1959.

## Décoration
- Médaille d'honneur départementale et communale, échelon or au titre d'« ancien sénateur, ancien conseiller général, maire de Givry-en-Argonne » (1955)

## Synthèse des mandats
- 19.. - 19.. : Maire de Charmontois-le-Roi (Marne)
- 19.. - 19.. : Conseiller général de la Marne (Canton de Dommartin-sur-Yèvre)
- 1929 - mars 1945 : Maire de Givry-en-Argonne (Marne)
- 10 janvier 1933 - 31 décembre 1941 : Sénateur de la Marne
- 20 mai 1945 - 1959 : Maire de Givry-en-Argonne (Marne)

## Sources
- « Henri Patizel », dans le Dictionnaire des parlementaires français (1889-1940), sous la direction de Jean Jolly, PUF, 1960 [détail de l’édition]